# 永井万助
永井 万助（永井 萬助、ながい まんすけ、1879年5月8日 - 1955年4月4日）は、大正から昭和前期の新聞記者、教育者、翻訳家。朝日新聞社外報部長。号は朴公。

## 人物・経歴
1879年（明治12年）生まれ。島根県出身。弟の永井瓢斎（本名、栄蔵）も新聞記者、俳人である。
東京英語専修学校（現・立教大学）卒業。
若い頃に、松江の中学校で英語教師を務めるが、この時の生徒に文部省の国定教科書「サクラ読本」の生みの親である井上赳がいる。
1912年（明治45年）、外務大臣官房報告課嘱託となり、翻訳に務めた。
1914年（大正3年）、東京朝日新聞社（現・朝日新聞社）に入社し、外報部に所属する。論説班員も兼務し、1924年（大正13年）朝日新聞社外報部長に就任した。
次男の永井萠二も新聞記者として活動しながら児童文学者として多くの著作を残した。

## 主な著作
- 『明治大正史：第2巻 外交篇』(1930年)
- 『豪州の牧場王』永井万助訳 アイオン・アイドリス著 (1943年)